# Verma Panton
Verma Wevlyn Panton (Malvern, Saint Elizabeth, 17 de abril de 1936 - 18 de janeiro de 2015) foi uma arquitecta jamaicana, a primeira mulher arquitecta das Índias Ocidentais Britânicas.